# Alexander Chee
Alexander Chee (Rhode Island, 21 de agosto de 1967) es un escritor estadounidense de ficción, poeta, periodista y crítico.
Nacido en Rhode Island, pasó su niñez en Corea del Sur, Kauai, Truk, Guam y Maine. Asistió a la Wesleyan Universidad y al Iowa Writers' Workshop.

## Carrera
Los cuentos de Chee han aparecido en antologías como las de Best American Erotica 2007, A Fictional History of the US (With Huge Chunks Missing), Men on Men 2000, His 3, y sus ensayos personales en Out, From Boys To Men, Loss Within Loss, Boys Like Us, The M Word y The Man I Might Become. Su ensayo "I, Reader" fue seleccionado para su inclusión en la lista de ensayos notables de la edición 2011 de los Mejores Ensayos Estadounidenses, y su ensayo "Girl", se incluyó en los Mejores Ensayos Estadounidenses 2016.

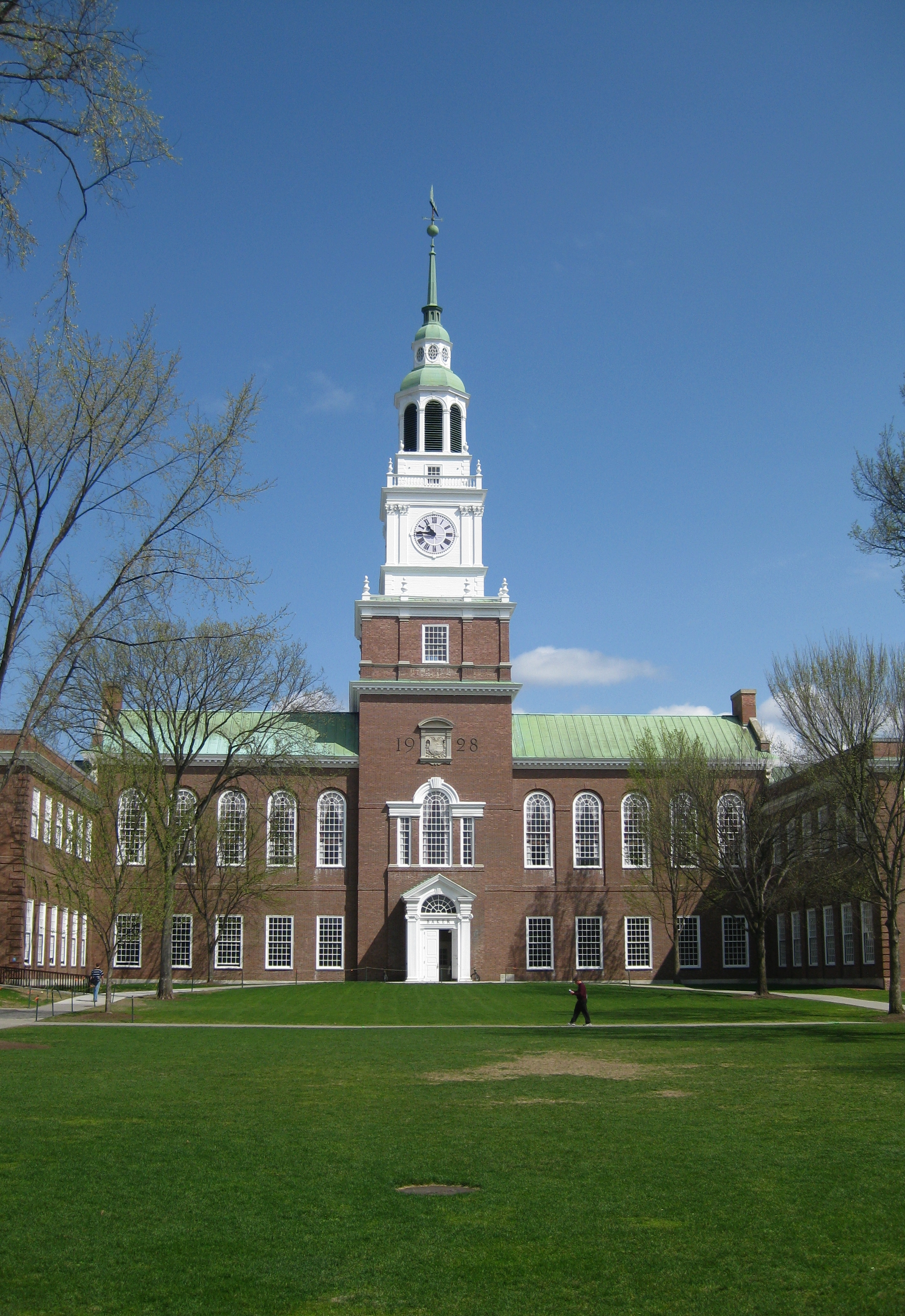
Biblioteca Baker, Dartmouth University

Sus cuentos y ensayos también han aparecido en revistas y diarios como The New York Times Book Review, Tin House, Slate, la revista Guernica, NPR. La poesía de Chee ha aparecido en Barrow Street, LIT, Interview, James White Review y XXX Fruit. Ha escrito periodismo y críticas para The New York Times, Time Out New York, Out/Look, OutWeek, The Advocate, Out, Bookforum y San Francisco Review of Books.
La aclamada novela debut de Chee, Edimburgh, recibió el Premio Literario Asian American Writers Workshop, el Premio Lambda Editor's Choice y el Premio Michener / Copernicus Fellowship. En 2003, Out nombró a Chee una de sus 100 personas más influyentes del año.
También recibió el Premio Whiting 2003, una beca NEA 2004 y una beca del Consejo Cultural de las Artes de Massachusetts 2010, así como becas de residencia en la Colonia MacDowell, el Centro de Artes Creativas de Virginia, Civitella Ranieri y Leidig House. Fue jurado del premio PEN / Open Book 2012 y actualmente es miembro de la junta directiva del Authors' Guild of America.
Chee fue editor asociado de ficción de la revista literaria The Nervous Breakdown, y actualmente es editor colaborador de The New Republic, editor general de VQR y The Lit Hub, y crítico general de Los Angeles Times.
Ha enseñado escritura de ficción en la New School University, la Universidad Wesleyana, el Taller de escritores de la Universidad de Iowa, la Universidad de Columbia, la Universidad de Texas en Austin y la Universidad de Princeton, y ha servido como escritor visitante en el Amherst College. En el semestre del invierno 2012/2013 fue profesor Picador de Literatura en la Universidad de Leipzig. Chee es actualmente profesor asociado de escritura creativa de no ficción y ficción en el Dartmouth College en Hanover, New Hampshire.

## Trabajos

### Libros
- 2001: Edinburgh, Picador USA, ISBN 978-0-31230-503-1
- 2016: The Queen of the Night. Houghton Mifflin Harcourt. 2016. ISBN 978-0-618-66302-6.
- 2018: How to Write an Autobiographical Novel (17 de abril de 2018), Mariner Books, ISBN 978-1328764522

### Antologías
- «Memorials». Literature of Tomorrow. Holt, Rinehart, and Winston. 1990. ISBN 978-0-03032-903-6.
- Patrick Merla, ed. (1996). Boys Like Us: Gay Writers Tell Their Coming Out Stories. Avon Books. ISBN 978-0-38097-340-8.
- His(3): Brilliant New Fiction by Gay Writers. Faber & Faber. 1999. ISBN 978-0-57119-963-1.
- «41, 42, 43». The "M" Word: Writers on Same-Sex Marriage. Algonquin Books. 2004. ISBN 978-1-56512-454-7.
- «Dick». From Boys to Men: Gay Men Write About Growing Up. Da Capo Press. 2006. ISBN 978-0-78671-632-6.

### Ensayos y cuentos
- «Portrait of My Father». Granta. 12 de marzo de 2009.
- «Go Away». The Morning News. 13 de agosto de 2012.
- «Mr. and Mrs. B». Apology Magazine 3. Winter 2014.
- «Girl». Guernica: A Magazine of Art and Politics. 16 de marzo de 2015.

### Aparaciones en cine
- Interview in Sex Is... (1993), dirigida por Marc Huestis, como sí mismo.